# Thalpomena coeruleipennis
Thalpomena coeruleipennis är en insektsart som beskrevs av Pierre Adrien Prosper Finot 1895. Thalpomena coeruleipennis ingår i släktet Thalpomena och familjen gräshoppor. Inga underarter finns listade i Catalogue of Life.